# Acanthopagrus sheim
Acanthopagrus sheim — вид окунеподібних риб родини спарових. Вид зустрічається у Перській затоці та біля берегів західного Пакистану. 

## Опис
Риба завдовжки 30 см.